# Stazione di Collegno
La stazione di Collegno è una stazione ferroviaria posta sulla Ferrovia del Frejus, a servizio dell'omonimo comune.

## Storia
La stazione fu inaugurata con la prima tratta della linea, da Torino a Susa, nel 1854.
Il 26 novembre 1920 nel piazzale binari venne attivato l'esercizio a trazione elettrica a corrente alternata trifase. La stazione venne successivamente convertita alla corrente continua il 28 maggio 1961, insieme al resto della linea.
Sul finire degli anni 2000, in contemporanea con altri lavori di ammodernamento della linea, il piazzale vede una parziale riorganizzazione con lo smantellamento di diversi binari tronchi ormai in disuso.

## Strutture e impianti

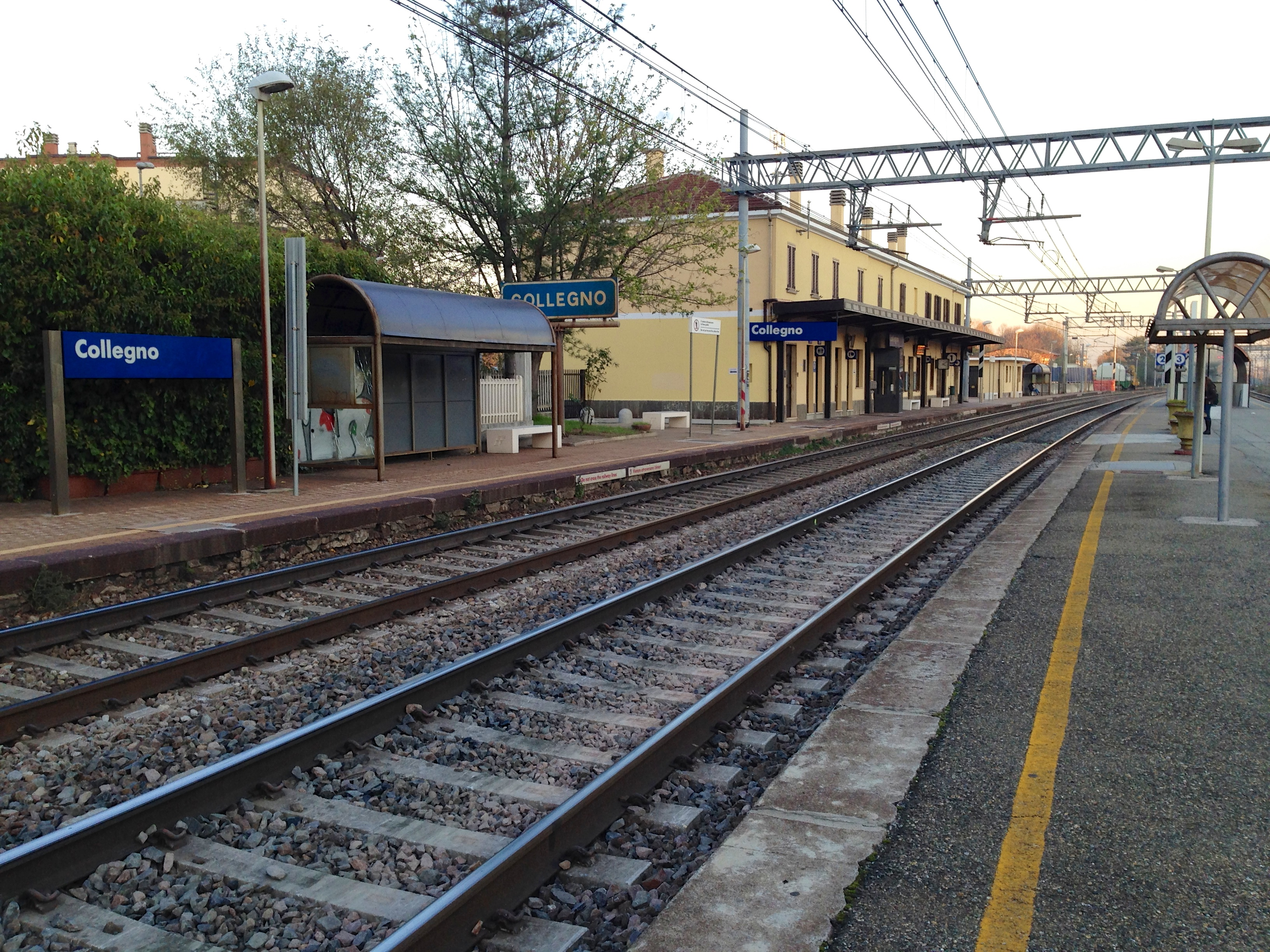
Stazione lato binari

La gestione degli impianti è affidata a Rete Ferroviaria Italiana. La stazione, essendo impresenziata, è telecomandata a distanza mediante il sistema SCC Sistema di comando e controllo, facente capo al Dirigente Centrale Operativo ubicato presso Torino Lingotto.
La stazione dispone di un fabbricato viaggiatori di medie dimensioni, a pianta rettangolare e sviluppato su due piani. Il primo piano, inaccessibile all'utenza, ospitò l'appartamento per il capostazione ma al 2025 risulta disabitato. Parte del piano terreno era occupata dall'ufficio movimento e un'altra era accessibile all'utenza in quanto adibita a sala d'attesa, dotata di biglietteria a sportello, e ai locali che ospitavano i servizi igienici. Al 2020 l'intero stabile risulta non fruibile da parte dell'utenza: i servizi saranno probabilmente ripristinati a seguito della cessione in comodato d'uso dello stabile da RFI al Comune, il quale sta tentando, a partire dal 2019, di convertire l'utilizzo di numerose parti del fabbricato anche per ospitare alcune associazioni locali. Tale progetto, tuttavia, al 2024 non si è ancora concretizzato. La parete lato binari è parzialmente coperta da una pensilina in ferro per l'attesa che funge anche da protezione per alcuni servizi ai viaggiatori quali due obliteratrici, una biglietteria automatica, un orologio a muro e alcune panchine in cemento per l'attesa. Su di essa si trovano inoltre tre monitor per l'informazione sui treni in partenza, uno di essi al 2019 non più in uso, che integrano i quadri orario cartacei apposti in appositi pannelli informativi. 
A seguito della chiusura del FV e della sala d'attesa l'accesso ai binari avviene tramite il sottopasso, che si sviluppa in parallelo alla strada comunale ed è raccordato con i marciapiedi cittadini, consentendo quindi anche ai non viaggiatori l'attraversamento agevole e sicuro dei binari. Un ulteriore accesso è costituito da un cancello posto a lato dell'edificio, accanto al quale sono stati collocati due ulteriori pannelli informativi contenenti gli orari, protetti da una piccola tettoia.
Accanto al FV un edificio di servizio sviluppato uno su un piano e sfruttato come magazzino da parte di RFI. Vicino ad esso, lato Torino, è presente un edificio sviluppato su due piani e utilizzato per contenere le apparecchiature per la regolazione e la sicurezza del traffico ferroviario sulla linea.
La stazione è dotata di 3 binari passanti. I primi due sono i binari di corsa della linea, a tracciato corretto: l'1 per i treni in direzione Torino Porta Nuova e il 2 per quelli in direzione Susa/Bardonecchia. Il terzo binario, a tracciato deviato, è usato solo in caso di eventuali incroci o precedenze in entrambe le direzioni.
A loro servizio vi sono due banchine: la prima, a servizio del binario 1, è propinqua al FV, l'altra è ad isola, posta tra i binari 2 e 3. Esse risultano collegate mediante un sottopassaggio, i cui imbocchi sono protetti da delle apposite tettoie in lamiera, con pareti in vetro, poggianti su costruzioni in muratura. Lo stesso è anche accessibile ai diversamente abili grazie alla presenza di due ascensori. Presso la banchina ad isola sono presenti due ulteriori pensiline per l'attesa in vetro e metallo oltre che altre panchine in cemento, non riparate.

## Movimento
La stazione è servita da tutti i treni in servizio sulla linea 3 del Servizio ferroviario metropolitano di Torino, operati da Trenitalia nell'ambito del contratto di servizio stipulato con la Regione Piemonte.
Nei giorni feriali sono previsti 19 coppie di treni tra Torino Porta Nuova e Susa e 18 coppie tra Torino Porta Nuova e Bardonecchia. Questi ultimi il sabato e nei giorni festivi sono prolungati fino a Modane, oltre il confine francese.

## Servizi
La stazione, classificata da RFI in categoria 'Silver', dispone dei seguenti servizi:
- Biglietteria automatica

## Interscambi
La stazione era raccordata mediante un binario per il servizio merci con la tranvia Torino-Rivoli, attiva tra il 1871 e il 1955, i cui convogli passeggeri transitavano nel vicino corso Francia. Nei dintorni della stazione sono presenti le fermate della rete urbana di bus, il 33 e il 36, ed alcune linee extraurbane per la provincia. 
- Fermata autobus (linee 33 e 36, GTT)